# Nowhere Boy
Nowhere Boy ist eine 2009 produzierte Filmbiografie, die von den frühen Jahren des späteren Beatles-Musikers John Lennon erzählt. Gleichzeitig thematisiert der Film auch die Entstehungsgeschichte einer der erfolgreichsten Musikgruppen der Popmusikgeschichte. Das Drehbuch basiert auf der Autobiografie Imagine This: Growing Up With My Brother John Lennon von Julia Baird, einer Halbschwester John Lennons.

## Kurzhandlung
Die Handlung setzt etwa 1955 ein. John Lennon wächst bei seiner Tante Mimi in einem Vorort von Liverpool auf. Sie wie auch seine Mutter Julia sind es, die Einfluss auf ihn ausüben und seine Karriere als Musiker fördern. Lennon gründet mit Schulfreunden die Skiffle-Band The Quarrymen, zu der etwas später auch Paul McCartney und George Harrison stoßen. Der Film endet 1960: Lennon verabschiedet sich von seiner Tante Mimi, da er nach Hamburg reisen wird, um dort mit seiner neuen Band aufzutreten.

## Kritiken
„Nach einem etwas beliebigen Anfang findet ‚Nowhere Boy‘ seine Spur und fährt auf ein tragisches Finale der familiären Offenbarungen zu, in dem die drei Hauptdarsteller ihre Fähigkeiten voll ausspielen. Sam Taylor-Woods Debütfilm ist eine nette, akkurat dargebotene Musikerbiographie über die Teenagertage und künstlerischen Anfänge John Lennons.“

„Nowhere Boy schafft es nach einem etwas lahmen Anfang, in dem vieles zu platt erzählt wirkt, ab der Mitte deutlich anzuziehen und seine Geschichte mit Witz, ein wenig Pathos und viel Rock ‘n’ Roll zu erzählen – Beatles-Songs wird man hingegen vergeblich suchen, denn die gab es ja damals nicht.“

## Hintergrundinformationen
Mit der Unterstützung von Lennons Witwe Yoko Ono wurde der Film zum Teil an Originalschauplätzen in Liverpool, aber auch in Blackpool und London gedreht. Er feierte am 29. Oktober 2009 am London Film Festival Weltpremiere. Auch wurde er am 13. November 2009 beim Filmfestival in Turin gezeigt. In England startete der Film am 26. Dezember 2009 in den Kinos. Der Film kam in Deutschland am 8. Dezember 2010 in die Kinos.

## Trivia
Aaron Johnson, der damals 19-jährige Hauptdarsteller des Films, lernte die 23 Jahre ältere Regisseurin Sam Taylor-Wood am Set kennen und lieben. Johnson und Taylor-Wood sind mittlerweile verheiratet und haben zwei Töchter.